# Zweden op de Olympische Winterspelen 1988
Tijdens de Olympische Winterspelen van 1988, die in Calgary (Canada) werden gehouden, nam Zweden voor de vijftiende keer deel.

## Medailleoverzicht
| Sport       | Olympiër                                              | Discipline            | Medaille |
| ----------- | ----------------------------------------------------- | --------------------- | -------- |
| Langlaufen  | Gunde Svan                                            | 50 km vrije stijl (m) | Goud     |
| Langlaufen  | Jan Ottosson Thomas Wassberg Gunde Svan Torgny Mogren | 4x10 km estafette (m) | Goud     |
| Schaatsen   | Tomas Gustafson                                       | 5000 m (m)            | Goud     |
| Schaatsen   | Tomas Gustafson                                       | 10.000 m (m)          | Goud     |
| Alpineskièn | Lars-Börje Eriksson                                   | super g (m)           | Brons    |
| IJshockey   | Olympisch team                                        | mannen                | Brons    |

## Deelnemers en resultaten

### Alpineskiën
| Olympiër                  | Discipline       | Resultaat | Prestatie                                                                          |
| ------------------------- | ---------------- | --------- | ---------------------------------------------------------------------------------- |
| Lars-Börje Eriksson       | afdaling (m)     | 27e       | 2.05,02 (+5,39)                                                                    |
| Lars-Börje Eriksson       | super g (m)      | Brons     | 1.41,08 (+1,42)                                                                    |
| Lars-Börje Eriksson       | combinatie (m)   | dnf-s1    | opgave slalom run 1 afdaling: 1.49,52                                              |
| Lars-Göran Halvarsson     | slalom (m)       | dq-2      | diskwalificatie run 2 53,33+dnq                                                    |
| Niklas Henning            | afdaling (m)     | 30e       | 2.05,52 (+5,89)                                                                    |
| Niklas Henning            | super g (m)      | dnf       | opgave                                                                             |
| Niklas Henning            | combinatie (m)   | 10e       | 96,25 (+59,7) afdaling: 47,02 p. (1.51,16) slalom: 49,23 p. (1.31,17: 46,11+45,06) |
| Niklas Lindqvist          | afdaling (m)     | 40e       | 2.09,41 (+9,78)                                                                    |
| Niklas Lindqvist          | super g (m)      | 20e       | 1.44,88 (+5,22)                                                                    |
| Niklas Lindqvist          | combinatie (m)   | dnf-s2    | opgave slalom run 2 afdaling: 1.56,63 slalom: dnf (46,02+dnf)                      |
| Jonas Nilsson             | reuzenslalom (m) | 21e       | 2.11,98 (+5,61) 1.07,58+1.04,40                                                    |
| Jonas Nilsson             | slalom (m)       | 6e        | 1.40,23 (+0,76) 51,44+48,79                                                        |
| Ingemar Stenmark          | reuzenslalom (m) | dnf-2     | opgave run 2 1.08,49+dnf                                                           |
| Ingemar Stenmark          | slalom (m)       | 5e        | 1.40,22 (+0,75) 52,71+47,51                                                        |
| Jörgen Sundqvist          | reuzenslalom (m) | 22e       | 2.12,11 (+5,74) 1.07,68+1.04,43                                                    |
| Johan Wallner             | reuzenslalom (m) | 16e       | 2.11,30 (+4,93) 1.06,84+1.04,46                                                    |
| Johan Wallner             | slalom (m)       | dnf-2     | opgave run 2 54,05+dnf                                                             |
|                           |                  |           |                                                                                    |
| Monika Äijä               | reuzenslalom (v) | dnf-1     | opgave run 1                                                                       |
| Monika Äijä               | slalom (v)       | dnf-1     | opgave run 1                                                                       |
| Kristina Andersson        | reuzenslalom (v) | 22e       | 2.15,09 (+8,60) 1.04,01+1.11,08                                                    |
| Kristina Andersson        | slalom (v)       | dnf-1     | opgave run 1                                                                       |
| Catharina Glassér-Bjerner | reuzenslalom (v) | dnf-2     | opgave run 2 1.03,17+dnf                                                           |
| Catharina Glassér-Bjerner | slalom (v)       | dnf-2     | opgave run 2 50,88+dnf                                                             |
| Camilla Nilsson           | reuzenslalom (v) | dnf-2     | opgave run 2 1.00,96+dnf                                                           |
| Camilla Nilsson           | slalom (v)       | dnf-2     | opgave run 2 48,82+dnf                                                             |

### Biatlon
| Olympiër                                                       | Discipline             | Resultaat | Prestatie |
| -------------------------------------------------------------- | ---------------------- | --------- | --- |
| Leif Andersson                                                 | 10 km (m)              | 57e       | 28.48,9 (+3.40,8) pen.: 4 (3 + 1)                                                                                           |
| Leif Andersson                                                 | 20 km (m)              | 37e       | 1:03.27,3 (+7.54,0) pen.: 5 (1 + 1 + 1 + 2)                                                                                 |
| Mikael Löfgren                                                 | 10 km (m)              | 22e       | 27.01,0 (+1.52,9) pen.: 1 (0 + 1)                                                                                           |
| Mikael Löfgren                                                 | 20 km (m)              | 51e       | 1:05.12,0 (+9.38,7) pen.: 7 (2 + 2 + 2 + 1)                                                                                 |
| Peter Sjödén                                                   | 10 km (m)              | 47e       | 28.13,3 (+3.05,2) pen.: 2 (1 + 1)                                                                                           |
| Peter Sjödén                                                   | 20 km (m)              | 31e       | 1:02.07,8 (+6.34,5) pen.: 3 (0 + 1 + 0 + 2)                                                                                 |
| Roger Westling                                                 | 10 km (m)              | 54e       | 28.24,8 (+3.16,7) pen.: 4 (1 + 3)                                                                                           |
| Roger Westling                                                 | 20 km (m)              | dnf       | opgave |
| Team Peter Sjödén Mikael Löfgren Roger Westling Leif Andersson | 4x7,5 km estafette (m) | 7e        | 1:29.11,9 (+6.41,9) pen.: 3 22.18,3 pen.: 0 (0 + 0) 21.25,0 pen.: 0 (0 + 0) 23.40,2 pen.: 3 (3 + 0) 21.48,4 pen.: 0 (0 + 0) |

### Bobsleeën
| Olympiër                          | Discipline             | Resultaat | Prestatie                                         |
| --------------------------------- | ---------------------- | --------- | ------------------------------------------------- |
| Per-Anders Persson Rolf Åkerström | 2-mansbob (m) Zweden I | 14e       | 3.59,09 (+5,61) (58,40 / 59,99 / 1.00,99 / 59,71) |

### Kunstrijden
| Olympiër         | Discipline | Resultaat | Prestatie                                                        |
| ---------------- | ---------- | --------- | ---------------------------------------------------------------- |
| Peter Johansson  | mannen     | 24e       | 46,6 punten (verpl. figuren: 23 - korte kür: 22 - lange kür: 24) |
| Lotta Falkenbäck | vrouwen    | 21e       | 41,2 punten (verpl. figuren: 25 - korte kür: 13 - lange kür: 21) |

### Langlaufen
| Olympiër                                                                | Discipline            | Resultaat | Prestatie                                           |
| ----------------------------------------------------------------------- | --------------------- | --------- | --------------------------------------------------- |
| Christer Majbäck                                                        | 15 km klassiek (m)    | 11e       | 42.58,6 (+1.39,7)                                   |
| Torgny Mogren                                                           | 15 km klassiek (m)    | 24e       | 44.12,1 (+2.53,2)                                   |
| Torgny Mogren                                                           | 30 km klassiek (m)    | 11e       | 1:27.55,7 (+3.29,4)                                 |
| Torgny Mogren                                                           | 50 km vrije stijl (m) | 28e       | 2:12.20,2 (+7.49,3)                                 |
| Jan Ottosson                                                            | 15 km klassiek (m)    | 16e       | 43.18,1 (+1.59,2)                                   |
| Jan Ottosson                                                            | 30 km klassiek (m)    | 16e       | 1:28.51,7 (+4.25,4)                                 |
| Jan Ottosson                                                            | 50 km vrije stijl (m) | 6e        | 2:07.34,8 (+3.03,9)                                 |
| Gunde Svan                                                              | 15 km klassiek (m)    | 13e       | 43.07,3 (+1.48,4)                                   |
| Gunde Svan                                                              | 30 km klassiek (m)    | 10e       | 1:27.30,8 (+3.04,5)                                 |
| Gunde Svan                                                              | 50 km vrije stijl (m) | Goud      | 2:04.30,9                                           |
| Thomas Wassberg                                                         | 30 km klassiek (m)    | 42e       | 1:34.07,6 (+9.41,3)                                 |
| Thomas Wassberg                                                         | 50 km vrije stijl (m) | dnf       | opgave                                              |
| Team Jan Ottosson Thomas Wassberg Gunde Svan Torgny Mogren              | 4x10 km estafette (m) | Goud      | 1:43.58,6 26.18,8 25.50,5 25.38,8 26.10,5           |
|                                                                         |                       |           |                                                     |
| Annika Dahlman                                                          | 10 km klassiek (v)    | 28e       | 32.31,4 (+2.23,1)                                   |
| Anna-Lena Fritzon                                                       | 5 km klassiek (v)     | 17e       | 15.55,6 (+51,6)                                     |
| Anna-Lena Fritzon                                                       | 10 km klassiek (v)    | 13e       | 31.19,3 (+1.11,0)                                   |
| Anna-Lena Fritzon                                                       | 20 km vrije stijl (v) | 9e        | 58.37,4 (+2.43,8)                                   |
| Lis Frost                                                               | 20 km vrije stijl (v) | 21e       | 59.59,6 (+4.06,0)                                   |
| Marie Johansson                                                         | 5 km klassiek (v)     | 21e       | 16.12,1 (+1.08,1)                                   |
| Karin Lamberg-Skog                                                      | 20 km vrije stijl (v) | 22e       | 1:00.34,6 (+4.41,0)                                 |
| Karin Svingstedt                                                        | 5 km klassiek (v)     | 23e       | 16.15,0 (+1.11,0)                                   |
| Karin Svingstedt                                                        | 10 km klassiek (v)    | 22e       | 31.57,0 (+1.48,7)                                   |
| Marie-Helene Westin                                                     | 5 km klassiek (v)     | 7e        | 15.28,9 (+24,9)                                     |
| Marie-Helene Westin                                                     | 10 km klassiek (v)    | 8e        | 30.53,5 (+45,2)                                     |
| Marie-Helene Westin                                                     | 20 km vrije stijl (v) | 10e       | 58.39,4 (+2.45,8)                                   |
| Team Lis Frost Anna-Lena Fritzon Karin Lamberg-Skog Marie-Helene Westin | 4x5 km estafette (v)  | 6e        | 1:02.24,9 (+2.33,8) 16.36,5 15.16,3 16.01,6 14.30,5 |

### Rodelen
| Olympiër        | Discipline | Resultaat | Prestatie                                             |
| --------------- | ---------- | --------- | ----------------------------------------------------- |
| Mikael Holm     | mannen     | 20e       | 3.09,658 (+4,110) (47,409 / 47,165 / 47,423 / 47,661) |
| Anders Näsström | mannen     | 25e       | 3.11,722 (+6,174) (47,517 / 47,931 / 48,083 / 48,191) |

### Schaatsen
| Olympiër        | Discipline   | Resultaat | Prestatie         |
| --------------- | ------------ | --------- | ----------------- |
| Claes Bengtsson | 500 m (m)    | 32e       | 38,66 (+2,21)     |
| Claes Bengtsson | 1000 m (m)   | 21e       | 1.15,07 (+2,04)   |
| Claes Bengtsson | 1500 m (m)   | 13e       | 1.55,16 (+3,10)   |
| Per Bengtsson   | 5000 m (m)   | 19e       | 6.57,05 (+12,42)  |
| Tomas Gustafson | 5000 m (m)   | Goud      | 6.44,63           |
| Tomas Gustafson | 10.000 m (m) | Goud      | 13.48,20          |
| Göran Johansson | 500 m (m)    | 18e       | 37,69 (+1,24)     |
| Göran Johansson | 1000 m (m)   | 30e       | 1.16,33 (+3,30)   |
| Joakim Karlberg | 1500 m (m)   | dnf       | opgave            |
| Joakim Karlberg | 5000 m (m)   | 30e       | 7.02,30 (+17,67)  |
| Joakim Karlberg | 10.000 m (m) | 12e       | 14.22,94 (+34,74) |
| Hans Magnusson  | 500 m (m)    | 30e       | 38,60 (+2,15)     |
| Hans Magnusson  | 1000 m (m)   | 27e       | 1.15,79 (+2,76)   |
| Hans Magnusson  | 1500 m (m)   | 24e       | 1.56,44 (+4,38)   |
|                 |              |           |                   |
| Jasmin Krohn    | 500 m (v)    | 28e       | 42,81 (+3,71)     |
| Jasmin Krohn    | 3000 m (v)   | 10e       | 4.25,06 (+13,12)  |
| Jasmin Krohn    | 5000 m (v)   | 8e        | 7.36,56 (+22,43)  |

### Schansspringen
| Olympiër                                                       | Discipline                     | Resultaat | Prestatie |
| -------------------------------------------------------------- | ------------------------------ | --------- | --- |
| Jan Boklöv                                                     | normale schans individueel (m) | 28e       | 177,8 punten 85,4 p. (78,0 m) + 92,4 p. (80,5 m) |
| Jan Boklöv                                                     | grote schans individueel (m)   | 18e       | 185,4 punten 99,5 p. (109,0 m) + 85,9 p. (100,0 m) |
| Anders Daun                                                    | normale schans individueel (m) | 27e       | 179,2 punten 90,8 p. (79,5 m) + 88,4 p. (78,0 m) |
| Anders Daun                                                    | grote schans individueel (m)   | 21e       | 183,1 punten 95,2 p. (104,5 m) + 87,9 p. (100,0 m) |
| Per-Inge Tällberg                                              | normale schans individueel (m) | 36e       | 174,2 punten 89,3 p. (79,5 m) + 84,9 p. (78,0 m) |
| Per-Inge Tällberg                                              | grote schans individueel (m)   | 22e       | 181,8 punten 97,8 p. (106,0 m) + 84,0 p. (99,0 m) |
| Staffan Tällberg                                               | normale schans individueel (m) | 8e        | 198,1 punten 99,9 p. (83,0 m) + 98,2 p. (81,0 m) |
| Staffan Tällberg                                               | grote schans individueel (m)   | 8e        | 196,6 punten 104,9 p. (110,0 m) + 91,7 p. (102,0 m) |
| Team Per-Inge Tällberg Anders Daun Jan Boklöv Staffan Tällberg | grote schans team (m)          | 7e        | 539,7 punten 92,2 p. (102,0 m) + 69,3 p. (91,0 m) 85,5 p. (99,0 m) + 88,7 p. (102,0 m) 88,5 p. (101,5 m) + 91,6 p. (103,0 m) 87,5 p. (99,0 m) + 91,2 p. (102,0 m) |

### IJshockey
| Olympiër | Discipline | Resultaat | Prestatie |
| --- | ---------- | --------- | --- |
| Peter Andersson Anders Eldebrink Lars Ivarsson Lars Karlsson Mats Kihlström Tommy Samuelsson Mikael Andersson Bo Berglund Jonas Bergkvist Peter Eriksson Michael Hjälm Mikael Johansson Lars Molin Lars-Gunnar Pettersson Thomas Rundqvist Ulf Sandström Håkan Södergren Jens Öhling Thomas Eriksson Thom Eklund Peter Åslin Peter Lindmark | mannen     | Brons     | Voorronde groep A: 13- 2 Zweden - Frankrijk 1- 1 Zweden - Polen 4- 2 Zweden - Zwitserland 3- 3 Zweden - Finland 2- 2 Zweden - Canada Finaleronde: 6- 2 Zweden - Tsjecho-Slowakije 1- 7 Zweden - Sovjet-Unie 3- 2 Zweden - Bondsrepubliek Duitsland |

Amerikaanse Maagdeneilanden · Andorra · Argentinië · Australië · België · Bolivia · Bondsrepubliek Duitsland · Bulgarije · Canada · Chili · China · Chinees Taipei · Costa Rica · Cyprus · Denemarken · Duitse Democratische Republiek · Fiji · Filipijnen · Finland · Frankrijk · Griekenland · Groot-Brittannië · Guam · Guatemala · Hongarije · IJsland · India · Italië · Jamaica · Japan · Joegoslavië · Libanon · Liechtenstein · Luxemburg · Marokko · Mexico · Monaco · Mongolië · Nederland · Nederlandse Antillen · Nieuw-Zeeland · Noord-Korea · Noorwegen · Oostenrijk · Polen · Portugal · Puerto Rico · Roemenië · San Marino · Sovjet-Unie · Spanje · Tsjecho-Slowakije · Turkije · Verenigde Staten · Zuid-Korea · Zweden · Zwitserland